# Agrostis rupestris
Espèce
Agrostis rupestris est une espèce de plantes herbacées de la famille des Poaceae.

## Liste des sous-espèces et variétés
- Agrostis rupestris subsp. pyrenaica (Pourr.) Dostál ; Syn.: Agrostis rupestris var. pyreneica (Pourr.) Björkman
- Agrostis rupestris var. alpinoides (Gamisans) Portal
- Agrostis rupestris var. rupestris

## Systématique
Le nom correct complet (avec auteur) de ce taxon est Agrostis rupestris All..
Ce taxon porte en français les noms vernaculaires ou normalisés suivants : Agrostide des rochers,, Agrostide rupestre, Agrostide rupestre jaunissante, Agrostide des rochers jaunissante.
Agrostis rupestris a pour synonymes :
- Agrestis rupestris (All.) Bubani
- Agrostis canina var. schultesii (Kunth) K.Richt.
- Agrostis montis-aurei Delarbre
- Avena rupestris (All.) J.F.Gmel.